# Le Roi pirate (roman)
Pour les articles homonymes, voir Le Roi pirate.
Roman sur les Royaumes oubliés
Le Roi pirate est le titre en français du roman The Pirate King de R.A. Salvatore, basé sur le monde imaginaire des Royaumes oubliés, et paru en édition intégrale et en grand format chez Milady en 2009.

## Résumé
Quelques années après les faits racontés dans Le Roi orque, l'intrigue de ce roman raconte l'histoire de Drizzt Do'Urden et son compagnon Régis, aidant le Capitaine Deudermont à combattre les Capitaines de Luskan qui tentent de prendre le contrôle de la ville, aidés par les sorciers de la Tour des Arcanes. Au cours de cette aventure, Drizzt recroisera le chemin d'un ancien ennemi.

## Remarque
- Le Roi pirate est le second roman de la trilogie intitulée Transitions.